# Горішній Цибир
Горішній Ци́бир (болг. Горни Цибър) — село в Монтанській області Болгарії. Входить до складу общини Вилчедрим.

## Населення
За даними перепису населення 2011 року у селі проживали 196 осіб, з них 195 осіб (99,5%) — болгари.
Розподіл населення за віком у 2011 році:
Динаміка населення: